# Wielki Meczet w Rzymie
Wielki Meczet w Rzymie (włos. Moschea di Roma) – meczet znajdujący się w Rzymie, największa świątynia muzułmańska we Włoszech i jedna z największych w Europie Zachodniej.
Świątynia powstała dzięki fundacji księcia afgańskiego Muhammada Hasana i króla Arabii Saudyjskiej Faisala. Jej projekt opracowało czterech architektów pod kierunkiem Paolo Portoghesiego.
Budowa meczetu trwała ponad 10 lat. Ziemię pod budowę świątyni władze Rzymu podarowały wspólnocie muzułmańskiej w 1974. W 1984 położono kamień węgielny pod budowę. Budowę ukończono w 1994, uroczysta inauguracja meczetu z udziałem prezydenta Włoch Sandra Pertiniego miała miejsce 21 czerwca 1995.
Meczet znajduje się w północnej części miasta, u stóp Monti Parioli. Meczet zajmuje powierzchnię 30 000 m², może pomieścić jednorazowo 12 tysięcy osób. Obok meczetu Baitul Futuh w Londynie jest uważany za największy meczet w Europie Zachodniej.

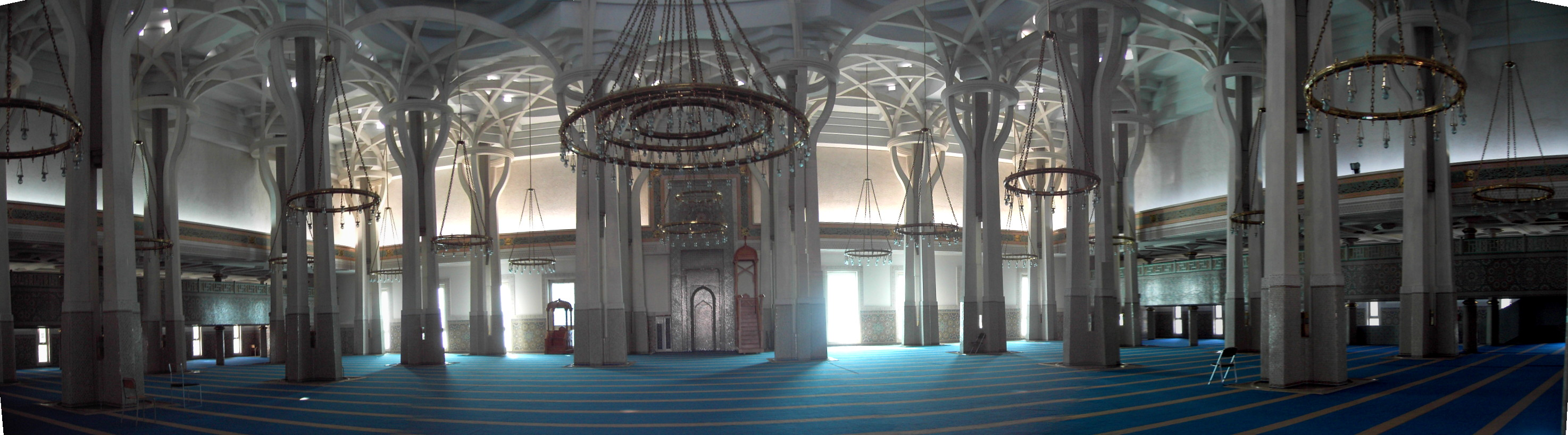
Wnętrze meczetu

Świątynia jest siedzibą Islamskiego Centrum Kulturalnego we Włoszech (Centro Culturale Islamico d’Italia). Od 2006 imamem pracującym w świątyni jest Egipcjanin Ala' al-Din Muhammad Isma'il al-Ghobashi